# Атолово
Атолово е село в Югоизточна България. То се намира в община Стралджа, област Ямбол.

## История
Селището за бежанци от Одринска Тракия и Гръцка Македония е било издигнато с подкрепата на британската хуманитарна фондация „Спасете децата“ и средства, дарени от лорд Атол.
Разположено в Стралджанското блато, село Атолово е единственото в страната, което носи име на английски благородник. Годината на неговото създаване е 1926, като е осветено на 26 ноември същата година. В завещанието си лордът иска след смъртта му да бъде построено село в негова памет.
Днешните жители на село Атолово, които са предимно възрастни хора, с признателност си спомнят за жеста на англичаните. За бежанците англичаните построяват еднакви кирпичени къщи с по две стаи. В знак на признателност местните хора откриха в центъра на селото паметник на основоположника на населеното място лорд Атол.